# Mohammad Samimi
Mohammad Samimi (né le 29 mars 1987 à Chahr-e Kord) est un athlète iranien, spécialiste du lancer du disque.
Son meilleur lancer est de 65,46 m à Szombathely le 23 juillet 2014. Il a été médaillé d'argent aux lors des Championnats du monde juniors à Pékin en 2005, avec 63,00 m et a remporté une autre médaille d'argent aux Championnats d'Asie d'athlétisme à Canton (Chine) en 2009, avec un lancer atteignant 64,01 m. Il a ensuite été médaillé de bronze aux Jeux asiatiques de 2010, médaillé d'or lors de l'Universiade d'été de 2009 à Belgrade avec un lancer de 65,33 m et médaillé d'argent lors des Championnats d'Asie de 2013 à Pune (Inde). Lors des Championnats d'Asie 2017, il termine 5e à Bhubaneswar.
C'est le frère de Mahmoud Samimi, également lanceur de disque.